# Theuville (Val-d'Oise)
Theuville is een gemeente in het Franse departement Val-d'Oise (regio Île-de-France) en telt 30 inwoners (2009). De plaats maakt deel uit van het arrondissement Pontoise.

## Geografie
De oppervlakte van Theuville bedraagt 5,0 km², de bevolkingsdichtheid is dus 6 inwoners per km².
De onderstaande kaart toont de ligging van Theuville (Val-d'Oise) met de belangrijkste infrastructuur en aangrenzende gemeenten.

## Demografie
Onderstaande figuur toont het verloop van het inwonertal (bron: INSEE-tellingen).